# Juan Hernández Saravia
Juan Hernández Saravia (Ledesma, 24 de julho de 1880 – Cidade do México, 3 de maio de 1962) foi um oficial militar espanhol de alto escalão das forças do governo Republicano durante a Guerra Civil Espanhola.

## Biografia
Hernández Saravia nasceu em uma família burguesa e continuou a sua tradição familiar, matriculando-se na escola de artilharia em 1897. Ele opôs-se à ditadura de Primo de Rivera. Ele era o chefe do pessoal militar de Manuel Azaña e trabalhou como coordenador geral do ministro da guerra. Em Agosto de 1936 ele foi nomeado ministro da Guerra, mas foi demitido após a queda de Talavera em Setembro.
Em 1937 foi nomeado comandante do Exército do Levante e foi o comandante Republicano na Batalha de Teruel. Em Dezembro de 1937 ele foi promovido a general.
Depois que a Catalunha se tornou um enclave isolado após a Ofensiva de Aragão dos rebeldes, na primavera de 1938, Hernández Saravia comandou o Grupo de Exércitos da Região Leste (Grupo de Ejércitos de la Región Oriental) e liderou o Exército Republicano durante a esmagadora campanha Franquista na Catalunha. Após a Queda de Barcelona em 27 de Janeiro, Juan Hernández Saravia foi exonerado de suas funções como líder do Grupo de Exércitos da Região Leste, supostamente por seu "derrotismo", mas os motivos reais foram muito mais profundos. O General Hernández Saravia caíra em desgraça porque os seus pontos de vista haviam muitas vezes entrado em conflito com os do Chefe do Estado Maior Geral da Região Central, Vicente Rojo, e do Presidente do Conselho de Ministros, Juan Negrín. Hernández Saravia tentou substituir Juan Modesto, chefe do Exército do Ebro, que ele considerava pouco importante e não estar à altura do cargo  e entregou o comando a Juan Perea, o mais competente comandante do Exército do Leste, mas Modesto foi protegido pelos mais altos líderes da condenada República Espanhola.
Após a queda do governo, ele viveu no exílio na França e depois no México, até sua morte.